# Eleccions federals suïsses de 1999
Les eleccions federals suïsses de 1999 se celebraren el 24 d'octubre de 1999 per a renovar els 200 membres del Consell Nacional de Suïssa i els 46 membres del Consell dels Estats de Suïssa que escolliran els 21 membres del Consell Federal de Suïssa. El partit més votat fou el Partit Socialdemòcrata de Suïssa.

## Resultats electorals

### Consell Nacional de Suïssa
Resultat de les eleccions al Consell Nacional de Suïssa de 24 d'octubre de 1999
| Partits                                                           | Partits                              | Abbr.       | Vots      | %    | +/–   | Escons | +/– |
| ----------------------------------------------------------------- | ------------------------------------ | ----------- | --------- | ---- | ----- | ------ | --- |
|                                                                   | Partit Socialdemòcrata de Suïssa     | SPS/PSS     | 438.555   | 22,5 | +0,7% | 51     | -3  |
|                                                                   | Partit Popular Suís                  | SVP/UDC     | 440.159   | 22,6 | +7,7% | 44     | +11 |
|                                                                   | Partit Radical Democràtic de Suïssa  | FDP/PLR     | 388.784   | 19,9 | –0,3% | 43     | +2  |
|                                                                   | Partit Popular Democristià de Suïssa | CVP/PDC     | 309.122   | 15,8 | –1,0% | 35     | +1  |
|                                                                   | Partit Verd de Suïssa                | GPS/PES     | 96.805    | 5,0  | ±0%   | 9      | +1  |
|                                                                   | Partit Liberal de Suïssa             | LPS/PLS     | 43.871    | 2,3  | -0,4% | 6      | –1  |
|                                                                   | Partit Evangèlic Suís                | EVP/PEV     | 35.676    | 1,8  | ±0%   | 3      | +1  |
|                                                                   | Demòcrates Suïssos                   | SD/DS       | 35.882    | 1,8  | –1,2% | 1      | -2  |
|                                                                   | Unió Democràtica Federal             | EDU/UDF     | 24.356    | 1.3  | ±0%   | 1      | ±0  |
|                                                                   | Partit del Treball                   | PdA/PST-POP | 18.568    | 1,0  | –0,2% | 2      | -1  |
|                                                                   | Lliga de Ticino                      | LdT         | 17.118    | 0,9  | ±0%   | 2      | +1  |
|                                                                   | Aliança dels Independents            | LdU         | 14.440    | 0,7  | -2,3% | 1      | -2  |
|                                                                   | Partit Suís de la Llibertat          | FPS         | 16.888    | 0,9  | –3,1% | 0      | -7  |
|                                                                   | solidaritéS                          | Sol         | 9.138     | 0,5  | ±0,0% | 1      | +1  |
|                                                                   | Partit Socialcristià                 | CSP/PCS     | 8.212     | 0,4  | +0,1% | 1      | ±0  |
|                                                                   | Llista Alternativa                   | AL          | 6.257     | 0,3  | =     | 0      | =   |
| Total (participació 43,3%)                                        | Total (participació 43,3%)           |             | 1.970.303 |      |       |        | 200 |
| Font: http://www.wahlen.ch/ Arxivat 2021-02-28 a Wayback Machine. |                                      |             |           |      |       |        |     |